# Callispa porcedens
Callispa porcedens es un coleóptero de la familia Chrysomelidae.
Fue descrita científicamente por primera vez en 1939 por Uhmann.